# Duroia martiniana
Duroia martiniana är en måreväxtart som först beskrevs av John Miers, och fick sitt nu gällande namn av Cornelis Eliza Bertus Bremekamp. Duroia martiniana ingår i släktet Duroia och familjen måreväxter. Inga underarter finns listade i Catalogue of Life.